# Ramón Miralles Sarrión
Ramón Miralles Sarrión (Xàtiva, 27 de desembre de 1936) fou un futbolista valencià de la dècada de 1960.

## Trajectòria
Jugava a la posició d'interior o de davanter centre. Començà la seva trajectòria a l'Olímpic de Xàtiva, d'on passà al CD Mestalla de València, a l'Atlètic Balears i novament al Mestalla. El juliol de 1961 fou contractat pel Córdoba CF i en la seva primera temporada al conjunt andalús assolí l'ascens a primera divisió. Els tres anys següents a Primera foren força bons fet que feu que diversos equips es fixessin en ell per contractarlo. El 1965 fitxà pel RCD Espanyol, però el fet de coincidir a l'equip amb els 5 dofins feu que sovint comencés els partits des de la banqueta. Per aquest motiu sovint se l'anomenava el sisè dofí. Fou un dels herois del partit de Copa de Fires en el qual l'Espanyol vencé l'Sporting de Lisboa per 4 a 3, per superar l'eliminatòria. Després de tres temporades al club blanc-i-blau, el 1968 marxà al Granada CF on jugà dues temporades més i posteriorment a l'Ontinyent CF. Un cop retirat fou entrenador d'equips com el Llevant UE (1976-77) i la UE Alzira (1977-78).